# Ugo Brachetti Peretti
Ugo Brachetti Peretti (Roma, 8 luglio 1965) è un dirigente d'azienda italiano, presidente del gruppo API dal 2007 e Consigliere della Rappresentanza dell'Ordine di Malta presso la Repubblica Italiana.

## Famiglia
Suo padre, il conte Aldo Maria Brachetti Peretti, Cavaliere del Lavoro è stato a capo del gruppo familiare, Anonima Petroli Italiana (API) per trent'anni, fino alla sua pensione nel settembre 2007. La società è stata fondata dal nonno materno, il Cavaliere del Lavoro Ferdinando Peretti. Sua madre, Mila Peretti, è la National Inspectress della Croce Rossa italiana, che ha servito per oltre 30 anni. È l'unica donna in Italia ad avere il grado militare di generale. Nel settembre 2005 ha sposato la contessa Isabella Borromeo Arese Taverna. Hanno tre figli: Angela (nata nel 2005), Ludovico (nato nel 2008) e Federico (nato nel 2012).

## Carriera
Ha studiato alla American Community School di Londra, dove si è diplomato nel 1983 con un diploma di maturità internazionale. Ha conseguito la laurea in Economia aziendale presso l'American University of Rome nel 1987. Successivamente ha conseguito la specializzazione alla Boston University. Ha completato il suo servizio militare come ufficiale dei Carabinieri.
Dopo il 1990, ha iniziato a lavorare come dirigente nell'azienda di famiglia di cui lui e i suoi fratelli sono azionisti al 100%. Durante il suo periodo con API ha ricoperto molte posizioni. Dal 1993 Ugo Brachetti Peretti assume il ruolo di Vice Presidente Esecutivo, carica che gli permetterà di ricoprire per oltre 25 anni posizioni di vertice nel settore del downstream petrolifero. Agli inizi degli anni 2000 sostiene il percorso di crescita aziendale del Gruppo fino al perfezionamento dell’acquisizione della rete e del marchio IP da Eni avvenuta nel 2005. Ricopre, negli anni, ruoli di rappresentanza all’interno dell’associazione Civita e come membro di Giunta di Unione Petrolifera e di Unindustria Lazio. 
Nel 2007, dopo una serie di promozioni, è diventato Presidente dell'azienda. In tale veste, ha focalizzato le attività del Gruppo sul settore petrolifero, con il rafforzamento della rete distributiva e il miglioramento della raffineria di Falconara. Ricopre diversi altri incarichi di consulenza all'interno dell'API, oltre ad essere membro dei consigli di amministrazione di UniCredit, del Consiglio esecutivo dell '"Unione industriale di Roma" e dell'Unione Petrolifera. Tra le attività di Ugo Brachetti Peretti in qualità di Presidente del gruppo vi è la scelta di dotare il gruppo IP di una Corporate Academy, con sede a Roma, e un laboratorio territoriale con sede a Falconara Marittima.
Dal 2019 ad aprile 2022 è ambasciatore del Sovrano Ordine di Malta in Bielorussia. Dal 2022 è Consigliere della Rappresentanza del Sovrano Ordine di Malta presso la Repubblica Italiana.

## Onorificenze
Nel 2019, è stato nominato Cavaliere Del Lavoro dal presidente Sergio Mattarella per il settore petrolifero ed energetico. Dal 2022 è membro del Consiglio Direttivo del Gruppo Centrale della Federazione Nazionale dei Cavalieri del Lavoro. 